# Giteranyi
Giteranyi è un comune del Burundi situato nella provincia di Muyinga con 151.230 abitanti (censimento 2008).

## Geografia antropica

### Suddivisioni amministrative
Il comune è suddiviso in 36 colline.